# Sultan
Pour les articles homonymes, voir Sultan (homonymie).
 (avril 2025).
Si vous disposez d'ouvrages ou d'articles de référence ou si vous connaissez des sites web de qualité traitant du thème abordé ici, merci de compléter l'article en donnant les références utiles à sa vérifiabilité et en les liant à la section « Notes et références ».
 (octobre 2024).

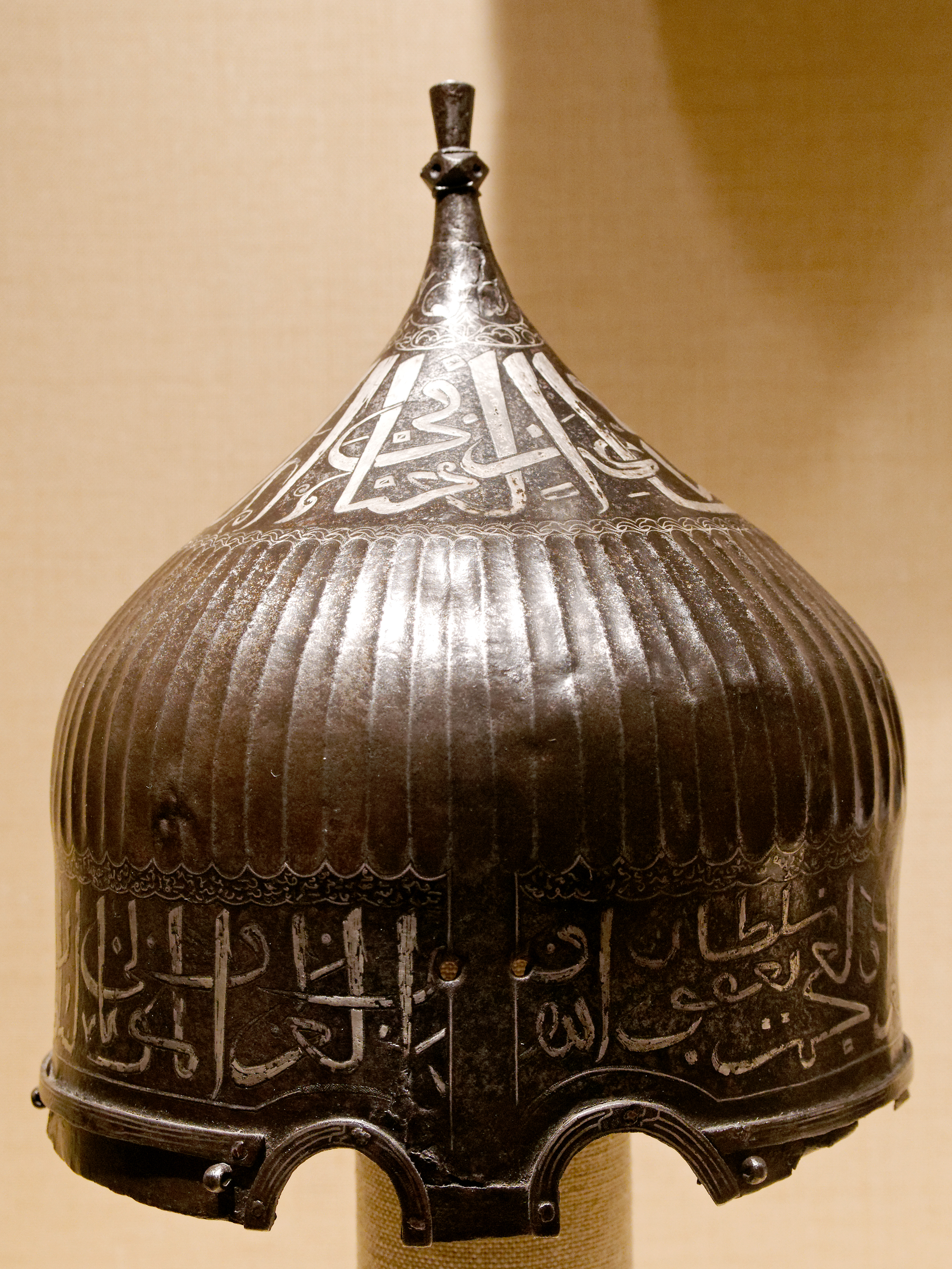
Casque-turban inscrit au nom du sultan Yaqub des Aq Qoyunlu. XVe siècle, Met.

Sultan est un nom masculin, de l’arabe سلطان (sulṭān) : « autorité, domination » ou « souveraineté » et un titre porté par des monarques musulmans depuis l'an 1000 environ.  
Un territoire gouverné par un sultan est un « sultanat » سلطنة (salṭana). L'épouse ou concubine d'un sultan, ou un sultan féminin, est appelée « sultane » سلطانة (sulṭāna).
Dans l'ancien Empire ottoman, la mère du sultan régnant est appelée « sultane validé ».
Sultan et, plus rarement, son féminin Sultana se retrouvent comme prénoms dans le monde arabo-musulman.

## Histoire

### Le premier sultan

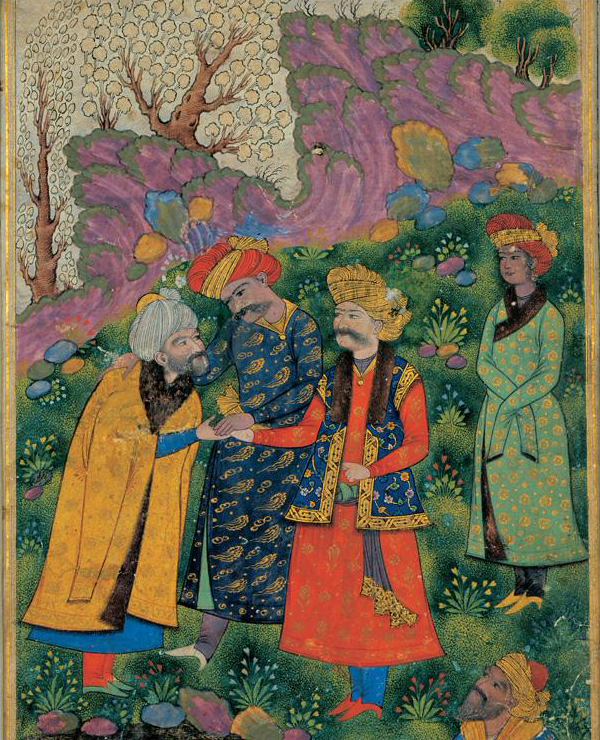
Mahmoud et Ayaz : le premier sultan de l'histoire est ici à droite, serrant la main du Sheikh, avec Ayaz debout derrière lui. Le personnage à droite est Shah Abbas Ier, qui a régné environ 600 ans plus tard. Musée d'Art contemporain de Téhéran, Iran.

Vers l'an 900, le califat abbasside est très affaibli. Plusieurs gouverneurs de provinces sont déjà transformés en souverains héréditaires, portant le titre d'émir. Il y a également des émirs contrôlant des territoires plus réduits, une ou quelques cités et leurs environs.
Vers l'an 940, la guerre civile bat son plein. La dynastie des Abbassides, sur le point de disparaître, est sauvée par les frères Bouyides, qui ramènent de l'ordre dans les provinces centrales, qui sont approximativement les territoires actuels de l'Irak et l'Iran. Le plus jeune des trois frères, Ahmad ibn Bouway, s'empare de Bagdad en 945 et reçoit du calife abbasside le titre d’« amîr al-oumarâ’ » (« émir des émirs »), souvent appelé comme « grand émir ». Sauvés par les Bouyides, les califes abbassides passent dès lors sous leur tutelle. 
Issu d'une province abbasside, succédant à l’État samanide, l'Empire ghaznévide est dans sa plus grande phase d'expansion sous Mahmoud de Ghazni. Ce chef turkmène, qui gouverne de 996 à 1030, à la tête d'un Empire plus grand que celui des Bouyides, ne reconnaissant nullement la supériorité de ces derniers mais ne voulant pas non plus disputer la place du calife, choisit donc un autre titre : « sultan ».

### Les Grands Seldjoukides
À la fin de son règne, Mahmoud de Ghazni souffre de la révolte des Seldjoukides dans ses territoires. Ces derniers, menés par Toghrul-Beg, s'emparent d'une grande partie de l'Empire ghaznévide en 1040. Ensuite, Toghrul-Beg s'avance vers l'ouest, annexe l'Empire bouyide et mit fin à cette dynastie d'émirs des émirs. Portant le titre de sultan, Toghrul-Beg et ses successeurs deviennent les nouveaux protecteurs des califes.

### D'autres dynasties
L'unité des Seldjouks ne dure pas longtemps. L'Empire éclate en plusieurs États, dont les souverains de certains portent le titre de « sultan » comme les Seldjoukides de Roum (1077 – 1307) ou les Seldjoukides d'Hamadan (1118 – 1194).
Les Ayyoubides, dynastie des « sultans d'Égypte » fondée par Saladin en 1169, qui règne d'Égypte jusqu'en Syrie, figurent parmi les sultans les plus connus en Occident. Saladin commande plusieurs émirs et reçoit des ordres du calife de Bagdad.
Au Maghreb, les souverains des dynasties Hafsides, Mérinides et Zianides se nommaient également sultans.
Il y eut d'autres souverains se proclamant sultan, de l'Afrique de l'Ouest jusqu'en Indonésie. Ce titre constitue un emblème de leur attachement à l'islam, et une reconnaissance de l'autorité religieuse du calife, durant son existence.
Cas particuliers, les sultans ottomans, à partir de l'an 1517, portent aussi assez souvent le titre de calife.

### Les sultanes
La première sultane qui gouverna en son propre nom (il y eut déjà avant elle des sultanes régentes qui gouvernèrent pour leurs fils en bas âge) est probablement la sultane Razia (1236-1240) du sultanat de Delhi, qui demanda qu'on l'appelle « sultan » et pas « sultana » car selon elle, « sultana » était un terme réservé aux épouses et concubines du « sultan ». Elle fit établir écoles, académies, centres de recherches et bibliothèques publiques. 
Chajar ad-Durr, veuve de Malik al-Salih Ayyoub, fut sultan ayyoubide d'Égypte de 1250 à 1257, associée à son nouvel époux, le premier sultan mamelouk Al-Muizz Izz ad-Dîn Aybak, qu’elle fit tuer avant d’être assassinée par l’entourage de celui-ci.
Maîtrisant plusieurs langues, parmi lesquelles l'arabe, le kannada, le marathi, le persan et le turc, Chand Sultana, plus connue comme Chand Bibi fut régente du pays de son mari, le Bijapur de 1580 à 1590. Elle fut ensuite régente de son pays natal, l'Ahmednagar de 1596 à 1599. 
Le royaume de Patani, situé dans le sud de l'actuelle Thaïlande, connut une période où se sont succédé quatre souveraines. Elle commence avec l'accession au trône de la princesse Ijau en 1584, et se termine avec la mort de sa nièce Kuning en 1651.
L'Empire ottoman connut lui aussi une période appelée « Sultanat des femmes » (kadınlar saltanatı en turc) longue de 130 ans environ. Durant cette période, des mères, voire des grands-mères de « sultan » comme Kösem Sultan (1589-1651) avaient gouverné au nom de leurs enfants ou petits-enfants.
Le sultanat d'Aceh dans le nord de l'île de Sumatra en Indonésie connut également une période où se sont succédé quatre reines, allant de 1641, avec l'avènement de la Ratu Safiatuddin Tajul Alam, à 1699 avec la mort de la Ratu Kamalat Shah Zinatuddin.
Khnata bent Bakkar fut sultane du Maroc de 1729 à 1754, elle assura la régence pendant la période ayant suivi la disparition du sultan Moulay Ismail en 1727.

## Sultans contemporains
De nos jours, le titre de « sultan » est porté :
- au Moyen-Orient, par le souverain d'Oman ;
- en Insulinde et dans la péninsule Malaise :
  - par le souverain du Brunéi, au nord de l'île de Bornéo ;
  - en Indonésie, notamment par les souverains des trois cours de Cirebon et de la cour de Yogyakarta dans l'île de Java, de la cour de Pontianak à Kalimantan et des cours de Ternate et Tidore dans les Moluques ;
  - par les souverains de sept des neuf États constitutifs de la fédération de Malaisie : Johor, Kedah, Kelantan, Pahang, Perak, Selangor et Terengganu, tous situés dans la péninsule malaise (à la différence des deux autres États, voisins du Brunéi et situés sur l'île de Bornéo).
- en Afrique subsaharienne:
  - Au Niger et au nord du Nigeria, par les souverains des anciennes cités haoussas (Kano, Rano, Zaria, Sokoto, Katsina, Gobir, Maradi, Zinder, etc.)  et autres entités pré-coloniales( tel que l'ancien sultanat zarma de Dosso ou encore Agadez au Niger. Cependant, leur rôle aujourd'hui n'est que symbolique.

## Noms et prénoms
Sultan est aussi un nom de famille et un prénom répandu. Concernant les prénoms, on constate néanmoins une certaine rareté de « Sultana » par rapport à la version masculine « Sultan ».
Certaines personnes prénommées « Sultan » sont devenues célèbres :
- Noursoultan Nazarbayev, président du Kazakhstan (1990-2019). « Noursultan » est composé de « nour » (arabe : lumière) et « sultan ».
- Sultan ben Abdelaziz Al Saoud, prince héritier de l'Arabie saoudite entre le 1er août 2005 et sa mort en 2011.
- Sultan Ibragimov (Soultan-Akhmed Magomedsalikhovitch Ibraguimov), boxeur russe, champion du monde poids lourds WBO (2007-2008).
- Soultouane « Sultan » Benjadid, rappeur français d'origine comorienne.

## Autres usages
Moins connu, le mot « sultan » fut aussi utilisé pour désigner :
- Un titre de noblesse des khanats d'Astrakhan, de Kazan, de Crimée et de Sibérie.
- Un grade dans l'armée perse à partir du XVIe siècle. Le « sultan » correspond à peu près au capitaine en Europe.